# End of the World (Miley Cyrus)
End of the World è un singolo della cantante statunitense Miley Cyrus, pubblicato il 4 aprile 2025 come primo estratto dal nono album in studio Something Beautiful.

## Video musicale
Il video musicale, diretto dalla stessa Cyrus, Jacob Bixenman e Brendan Walter, è stato reso disponibile in concomitanza del lancio del singolo attraverso il canale YouTube della cantante.

## Tracce
Testi di Miley Cyrus e Gregory Aldae Hein, musiche di Miley Cyrus, Alec O'Hanley, Jonathan Rado, Michael Pollack, Molly Rankin e Shawn Everett.
1. End of the World – 4:10

## Classifiche
| Classifica (2025) | Posizione massima |
| ----------------- | ----------------- |
| Austria           | 34                |
| Belgio (Fiandre)  | 6                 |
| Belgio (Vallonia) | 9                 |
| Bulgaria          | 3                 |
| Canada            | 32                |
| Estonia           | 66                |
| Germania          | 60                |
| Grecia            | 70                |
| Irlanda           | 40                |
| Islanda           | 21                |
| Kazakistan        | 56                |
| Norvegia          | 50                |
| Paesi Bassi       | 70                |
| Portogallo        | 116               |
| Regno Unito       | 23                |
| Stati Uniti       | 52                |
| Svezia            | 59                |
| Svizzera          | 57                |
| Ucraina           | 9                 |